# 阿根廷共产党

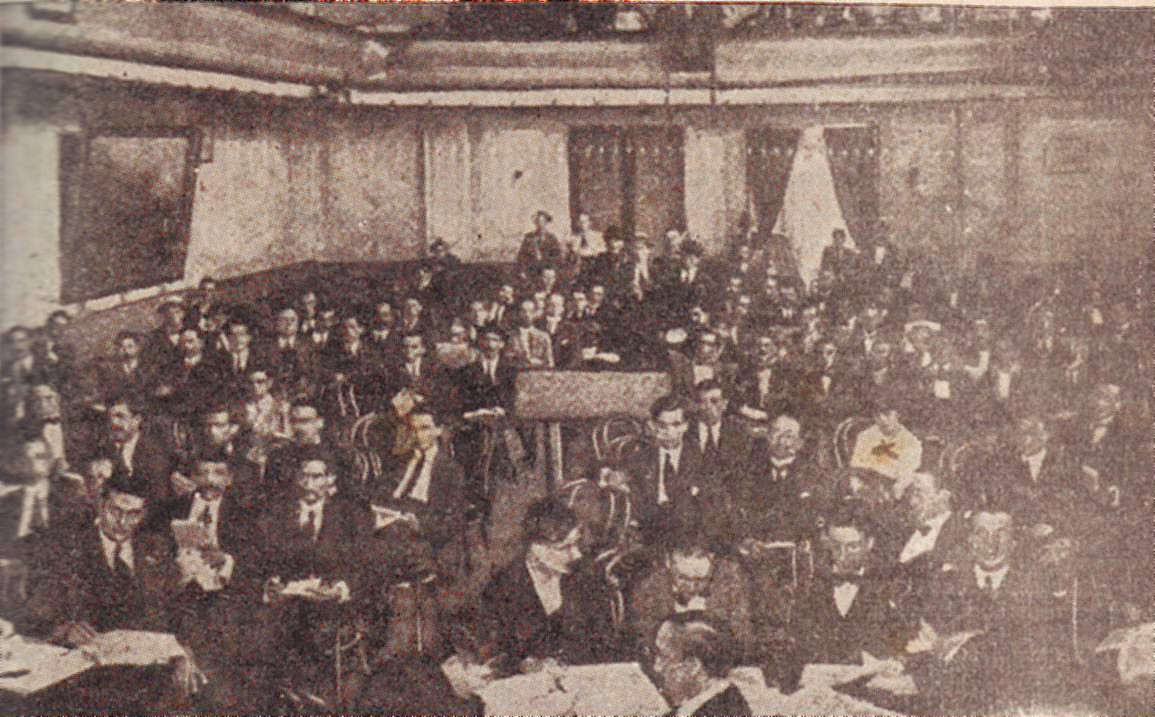
1918年阿根廷共产党成立大会

阿根廷共产党（西班牙語：Partido Comunista de la Argentina，缩写为PCA）是阿根廷的一个共产主义政党。该党成立于1918年1月6日，分裂自社会党，当时取名为国际社会党。1920年，改用现名，并加入共产国际。该党成立后，致力于开展工人运动，进行反帝斗争，为社会生活的公正和民主化而奋斗。该党在1920年代发生了三次分裂：1922年同主张与社会党结成阵线的一派分裂；1925年追随托洛茨基主义的火花派另组工人共产党；1927年佩内隆等另组阿根廷共和国共产党。1930年军人政变后，该党转入地下，继续坚持斗争，力量有所扩大。在第二次世界大战期间，该党促成全国反法西斯民族阵线的建立。战后，同庇隆主义进行了激烈斗争。1955年胡安·庇隆政府倒台后，该党一度控制了19个工会组织。1960年代，该党又发生分裂，主张武装斗争的两派另组了革命共产党和阿根廷共产党（马列）。此后，该党主张合法斗争，与其他左翼党派结盟参加大选。1976年军人政变后，该党采取谈判立场，主张军、文人汇合，认为现阶段主要是完成民族民主革命的任务，把党从干部党变为群众党，以工会工作为重点，推动建立工人阶级领导的民族与社会解放阵线。之后，该党在工会和群众运动中影响日益扩大。1989年后，该党内部出现了一个社会民主主义倾向派，主张取消阿共，建立左翼阵线。1990年12月，该党召开第十二次代表大会，挫败了“倾向派”的图谋，重申坚持马列主义原则和社会主义方向。该党的最高权力机关是代表大会，中央委员会书记处和政治局负责日常工作。